# شیکوپی (ماساچوست)
شیکوپی، ماساچوست
شیکوپی(به انگلیسی: Chicopee) شهری در شهرستان همپدن ایالت ماساچوست می‌باشد که در سال ۱۸۴۸ بنیان‌گذاری شده‌است. این شهر در سرشماری سال ۲۰۱۰ میلادی، ۵۵٬۲۹۸ نفر جمعیت داشته‌است.